# Jan Jämsen
Jan Jämsen, detto Katla (...), è un cantante e paroliere finlandese.
È stato il primo vocalist e cofondatore della band folk metal Finntroll.
A causa di un tumore alle corde vocali non operabile ha dovuto lasciare il ruolo di cantante. Attualmente fa parte della band soltanto come scrittore dei testi delle canzoni.

## Discografia

### Demo
- 1998 - Rivfader

### Album
- 1999 - Midnattens Widunder
- 2001 - Jaktens Tid
- 2007 - Ur Jordens Djup (solo autore dei testi)
- 2010 - Nifelvind (solo autore dei testi)